# Witalij Kosych
Witalij Anatolijowycz Kosych (ukr. Віталій Анатолійович Косих, ur. 23 marca 1949 w Czernihowie, zm. 26 września 2014) – ukraiński samorządowiec, urzędnik i inżynier. Mer Czernihowa w latach 1992–2001. Po odejściu ze stanowiska kierował miejskim urzędem pracy, pracował jako wiceprzewodniczący rady obwodowej i zastępca szefa miejskiego inspektoratu skarbowego. Pośmiertnie uhonorowany tytułem Honorowego Obywatela Miasta Czernihowa.

## Życiorys
Witalij Kosych urodził się 23 marca 1949 roku w Czernihowie w rodzinie robotniczej. W 1968 roku rozpoczął pracę jako praktykant tokarski. Następnie pracował jako tokarz w przedsiębiorstwie Chimwołokno oraz jako inżynier w Czernihiwgazie.
W 1974 roku ukończył studia na czernihowskiej filii Politechniki Kijowskiej jako inżynier mechanik. Następnie rozpoczął naukę w Wyższej Wojskowej Szkole Lotniczej w Czernihowie, którą przerwał na drugim roku ze względów zdrowotnych.
W latach 1974–1975 Kosych był II sekretarzem desniańskiego komitetu rejonowego Komsomołu Czernihowa, sekretarzem desniańskiego komitetu rejonowego Komunistycznej Partii Ukrainy (KPU), instruktorem komitetu obwodowego KPU, instruktorem nowozawodskiego komitetu rejonowego KPU oraz szefem wydziału komitetu desniańskiego komitetu rejonowego oraz komitetu miejskiego Czernihowa KPU. W latach 1988–1990 był szefem miejskiego komitetu kontroli ludowej, odpowiadającego za monitorowanie realizacji planów państwa, naruszeń dyscypliny, identyfikację rezerw ekonomicznych i wydatkowania zasobów.

### Mer Czernihowa
W marcu 1990 roku Witalij Kosych uzyskał mandat radnego miasta Czernihowa. W kwietniu 1990 roku został zastępcą Wałentyna Melnyczuka, który jako przewodniczący rady miejskiej został jednocześnie merem miasta. W maju 1992 roku Witalij Kosych został przewodniczącym rady miejskiej i merem Czernihowa. Pierwotnie wśród proponowanych wariantów rozważane było powołanie na przewodniczącego drugiego zastępcy, Ołeha Biłousowa, bądź też jednoczesne pełnienie przez Melnyczuka funkcji mera i przedstawiciela Prezydenta Ukrainy w obwodzie czernihowskim, który to urząd objął w marcu 1992 roku.
Zdaniem portalu gorod.cn.ua rządy Kosycha przypadały na trudny okres w historii miasta ze względu na konsekwencje rozpadu ZSRR, w tym odziedziczenie długów z okresu radzieckiego. Do najbardziej zadłużonych obiektów należała elektrociepłownia, kluczowa dla energetyki miasta. W latach 90. nastąpiło przekształcenie wielu przedsiębiorstw miejskich w przedsiębiorstwa akcyjne, a następnie w prywatne.
We wrześniu 1992 roku we współpracy między merem oraz władzami obwodowymi zorganizowane zostały obchody 1300-lecia założenia miasta Czernihowa, w których  uczestniczył prezydent Ukrainy Łeonid Krawczuk. Odsłonięto wówczas pomnika Tarasa Szewczenki oraz uruchomiono fontanny na Alei Bohaterów.
Za rządów Kosycha uruchomiono połączenie kolejowe z Niżynem, drugim największym miastem obwodu czernihowskiego, a także odremontowano budynek zabytkowego dworca kolejowego w Czernihowie. Zdaniem Rady Miasta Czernihowa w tym okresie rozwijano partnerstwa międzynarodowe miasta oraz realizowano programy rozwoju społeczno-gospodarczego i kulturalnego. Kosych został określony jako „utalentowany organizator i menadżer” na wszystkich pełnionych przez siebie stanowiskach.
Wobec Kosycha pojawiały się również głosy krytyczne. Wjaczesław Jaremczuk z Instytutu Studiów Politycznych i Etnonarodowych Narodowej Akademii Nauk Ukrainy podkreślił komunistyczną przeszłość Kosycha oraz blokowanie przez byłych urzędników partii komunistycznej możliwości objęcia stanowisk przez działaczy niekomunistycznych. Krytyce poddał także wykorzystywanie zasobów administracyjnych miasta w kampanii wyborczej na rzecz urzędującego mera Czernihowa w wyborach samorządowych w 1998 roku. Jaremczuk wskazał, że według samego mera wśród pozytywnych stron jego 9-letnich rządów należały względna – w porównaniu do innych miast Ukrainy – stabilizacja polityczna i społeczno-ekonomiczna w mieście oraz „ścisła współpraca” miejskiego komitetu wykonawczego z różnymi środowiskami „w imię rozwiązywania problemów mieszkańców miasta”. Zdaniem badacza pozytywnie odebrane miało zostać także przywrócenie historycznego herbu Czernihowa w 1992 roku.

### Późniejsze życie
Po odejściu ze stanowiska mera kierował miejskim urzędem pracy. Od kwietnia 2001 roku do kwietnia 2006 roku był wiceprzewodniczącym rady obwodowej, a w listopadzie 2006 roku został zastępcą szefa miejskiego inspektoratu skarbowego.
Przez pewien czas kierował organizacją miejską partii Front Przemian, stał na czele czernihowskiego oddziału obwodowego Związku Miast Ukraińskich, a także był członkiem Krajowej Rady Koordynacji Działalności Organów Krajowych i Regionalnych oraz Samorządu Lokalnego. Od 2010 roku do śmierci był doradcą mera Ołeksandra Sokołowa.
Witalij Kosych zmarł w nocy 26 września 2014 roku. Przez całe swoje życie mieszkał w rodzinnym Czernihowie. Ostatnie pożegnanie mera odbyło się w budynku miejskiej filharmonii. Według portalu gorod.cn.ua Kosych chorował na raka przełyku i miał być leczony w Kijowie oraz w Moskwie. W jego pogrzebie uczestniczyli byli przewodniczący Czernihowskiej Obwodowej Administracji Państwowej Wałentyn Melnyczuk, Mykoła Butko i Wołodymyr Iwaszko, były przewodniczący Czernihowskiej Rady Obwodowej Wasyl Kowaliow oraz mer Czernihowa Ołeksandr Sokołow.
28 sierpnia 2015 roku Witalij Kosych został pośmiertnie uhonorowany tytułem Honorowego Obywatela Miasta Czernihowa przez radę miejską. Do 2023 roku pozostawał jedynym merem miasta odznaczonym tym tytułem. Wówczas otrzymał go również Władysław Atroszenko, mer Czernihowa w latach 2015–2023.

## Rodzina
Pierwsza żona Witalija Kosycha zmarła z powodu choroby nowotworowej w wieku 42 lat; miał z nią córkę Nataliję. Drugą żoną Kosycha była Tamara Abłapłochina, z którą miał córkę Nataliję Osikowśką (ur. 1978). Osikowśka była radną miasta Czernihowa w latach 2010–2015 z ramienia partii Front Zmian, zaś od 2020 roku Osikowśka wchodzi w skład rady obwodu czernihowskiego jako przedstawicielka Partii Radykalnej Ołeha Laszki.

## Nagrody
- Order „Za zasługi” III klasy[2]